# 五汴頭天聖宮
五汴頭天聖宮，是位於臺灣彰化縣永靖鄉五汴村的一座廟宇。

## 簡史
五汴頭天聖宮屬於陳厝厝庄永興宮獨山國王會系統，庄尾信眾與陳厝厝庄中、頂庄信眾在永興宮興建時期以爐主制度輪流奉祀獨山國王、明山國王、巾山國王；並以農曆二月廿五日為三山國王聖誕千秋日，而舉行擲爐主大典，以三年一輪，若子年為獨山國王，則丑年為明山國王，寅年為巾山國王擲爐主。
五汴頭陳家聚落為製作桔餅的世家，曾於日治時期擲中獨山國王爐主，而於家宅（今永靖鄉五汴巷福岡社區）中祭祀。而後因緣際會之下，在陳慶重、陳軟、詹德鏘以及何查某等人的奔走之下於五汴頭陳家設立「意善堂」。戰後，「意善堂」主祀北極玄天上帝。
天聖宮約略在1966年以前就建設完工並入火安座，並將擔任天聖宮新建委員與執事人員徵信資料紀錄於廟中石堵。1966年，天聖宮執事人員倡議興建後殿－正覺寺。

## 祀神
天聖宮正殿奉祀孚佑帝君、文衡聖帝、司命真君世稱三恩主；其次在日治時期五汴頭陳氏族人擔任獨山國王爐主，天聖宮遂奉祀獨山國王為恩主，天聖宮建宮時奉請北極玄天上帝為主神，與前述神祇世稱五聖恩主。正殿神龕中奉祀有多尊玄天上帝分身，文衡聖帝駕前亦奉祀有一尊周倉將軍以及太子元帥，神龕前尚有北極玄天上帝之部將-康、趙兩元帥採立姿奉祀，龍邊偏殿祀有包府千歲、註生娘娘、張府天師；虎邊偏殿奉祀有本境福德正神，兩旁陪祀有對於天聖宮有功人員與興善社先輩之長生祿位。
天聖宮後殿名曰：正覺寺，以釋迦摩尼佛為主神，正殿神龕陪祀有韋馱尊者與伽藍尊者，偏殿配祀有觀世音菩薩、地藏王菩薩以及十八羅漢，民國九十一年(西元2002年)，天聖宮為安定莘莘學子浮動之心，乃於南偏殿中尚祀有值年太歲星君，北偏殿祀有文昌帝君，並於每年農曆正月安奉太歲燈、文昌燈。此外天聖宮於虎邊乩房中尚有奉祀一面木牌，供奉太上老君、林乃娘、三尊恩主，此外更奉九天玄女與齊天大聖神尊於乩房，於慶典日時才請至正覺寺內舉行慶典，其中乃因乩房為乩日時文武乩沉思之處，而奉祀開基神祇，協助文武乩起乩；另齊天大聖奉祀於乩房之中乃因齊天大聖曾於降世時大鬧天庭，因此，天聖宮將齊天大聖供奉於乩房之中。 
除了廟中奉祀的神祇之外，天聖宮更協助管理附近兩間廟宇，如永靖鄉五汴村九分路上福壽宮福德正神廟以及五汴巷內北營將軍廟，唯此兩間廟財務獨立由村長、值年爐主與頭家管理，天聖宮管理委員會僅於福壽宮福德正神聖誕千秋日以及北營將軍慶典之時代為請戲班作戲並協調天聖宮誦經團於慶典日前往誦經祈福。